# Öttum
Öttum är en småort i Vara kommun och kyrkby i Öttums socken i Västergötland. 
Öttum präglas av god lantbruksbygd. Genom Öttums samhälle rinner Slipån.
Öttums kyrka ligger i denna by.
I Öttum finns även en hembygdsgårdsförening. 

## Näringsliv
I Öttum ligger Rekordverken som utvecklar, tillverkar och marknadsför utrustning till lantbruket. Huvudprodukterna är halmhackar och agnspridare till skördetröskor i hela världen. I närheten av Öttums samhälle ligger även Rutenhjelms elektriska och Stuteri Laday.

## Evenemang
Varje år under sommarhalvåret anordnas Öttums barnfestival av bygdegårdsföreningen. Där kan barnen bland annat ta tramptraktorkörkort, se på teater, hoppa i hö, gå på minizoo och träffa brandkåren.

## Personer från orten
Frans Vilhelm Lindqvist föddes här den 16 mars 1862 och blev uppfinnare till primusköket.